# Giovani ottomani
Il movimento nazionalista dei Giovani ottomani (in turco Yeni Osmanlilar) nacque nel 1865 nell'Impero ottomano, sotto il regno di Abdul Aziz.

## Il movimento
Si trattò di un gruppo di modernizzatori, formato per lo più da giovani intellettuali che avevano prestato servizio nel dipartimento imperiale di Traduzione e dunque aggiornati sulle novità intellettuali europee. Il più eminente rappresentante fu Nāmiq Kemāl, e che trovarono il loro punto di riferimento nel principe egiziano Mustafa Fazyl.
I tempi non erano ancora maturi e su di loro cadde la condanna del sultano che li costrinse a scegliere tra l'esilio ed il confino in una sperduta provincia. Essi optarono per l'esilio e si recarono in Europa, da cui avrebbero fatto ritorno solo all'epoca delle riforme costituzionali di Abdul Hamid II.

## Il pensiero
I giovani ottomani insistevano sull'idea dell'ottomanismo, nel senso moderno di una identità statuale, ma senza che ciò escludesse l'appartenenza islamica. Il movimento, sulla spinta delle Tanzimat, puntava a una modernizzazione dell'impero in senso occidentale ed europeo, ma senza per questo abbandonare le radici musulmane. Ebbero un indirizzo decisamente parlamentarista e spinsero per il passaggio dall'assolutismo a una monarchia costituzionale ispirata al modello francese.